# Carlo Bon Compagni di Mombello

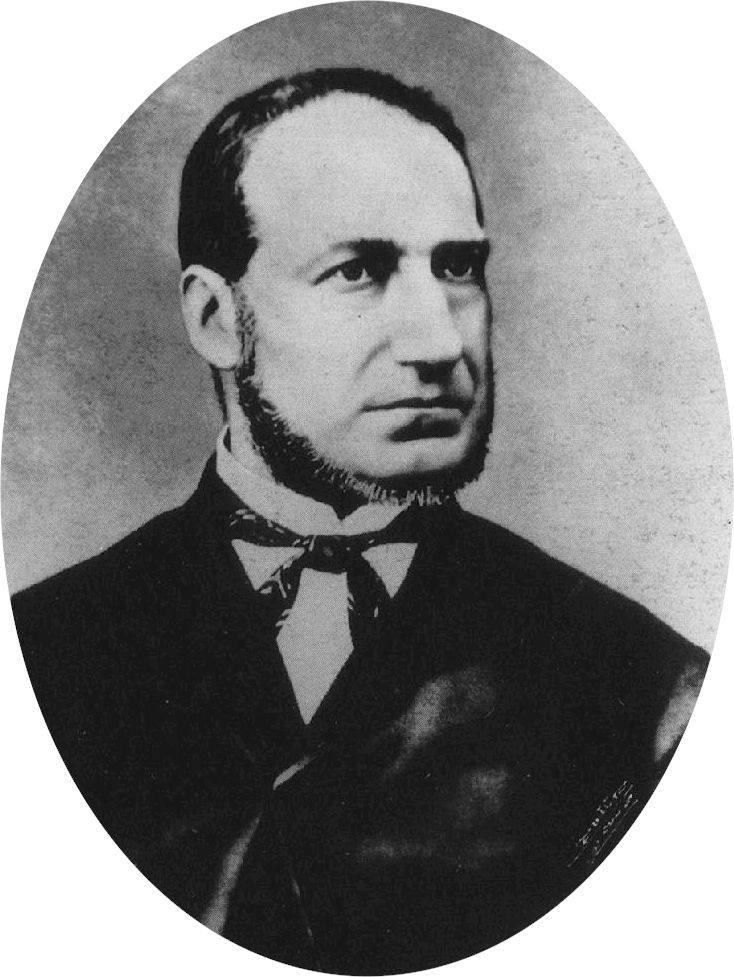
Carlo Bon Compagni di Mombello.

Carlo Bon Compagni di Mombello, greve av Lamporo, född 25 juli 1804 och död 14 december 1880, var en italiensk politiker och författare.
Han var 1848 och 1852-53 undervisningsminister samt 1853 även justitieminister, och tog del i den nationella italienska politiken. Boncampagni di Mombello gjorde stora insatser för utvecklingen av det italienska undervisningsväsendet.